# Ceferino Peroné
Ceferino Peroné (* 1924; † 14. September 2015) war ein argentinischer Radrennfahrer und nationaler Meister im Radsport.

## Sportliche Laufbahn
Peroné war Teilnehmer der Olympischen Sommerspiele 1948 in London. Im olympischen Straßenrennen kam er beim Sieg von José Beyaert als 21. ins Ziel. Die argentinische Mannschaft kam mit Peroné, Dante Benvenuti, Miguel Sevillano und Mario Mathieu in der Mannschaftswertung auf den 7. Rang.
1948 gewann er die nationale Meisterschaft im Straßenrennen. 1949 siegte er im Rennen Clásica del Oeste-Doble Bragado in seiner Heimat. 1950 fuhr er das Rennen der UCI-Straßen-Weltmeisterschaften und wurde dort als 37. klassiert. 1950 startete er für das italienische Radsportteam Atala.